# Волховник
«Волхо́вник» (от др.-рус. волхвъ — «колдун, волшебник, волхв») — отречённая книга гадательного характера.

## Содержание
Исследователи характеризуют «Волховник» как сборник примет. Известно, что эта книга делилась на главы, каждая из которых была посвящена отдельной примете и носила соответствующее заглавие, например:
- «Воронограй» (приметы и гадания по крику воронов, который с древнейших времён на Руси считался недобрым знаком[3]);
- «Куроклик» («Куроглашенник»; по крику петухов);
- «Птичник» («Поточник», «Птичье чарове»; по крику и полёту птиц вообще);
- «Трепетник» (приметы, связанные с подёргиваниями различных частей тела и другими физиологическими явлениями);
- «Сносудец» («Сновидец», «Сонник»);
- «Путник» (приметы, связанные со встречами);
- «Зелейник», который разделялся на:
  - «Травник» (со словами, молитвами, заговорами, или вещими приметами[4]);
  - «Цветник» (не путать с «цветником»-сборником мелких выписок);
  - «Лечебник».

Отдельные главы «Волховника» распространялись в народе как самостоятельные произведения, причём тексты некоторых из них дошли до наших дней. Таким образом, хотя полный текст книги неизвестен, исследователи могут составить представление об отдельных её частях.